# Dasyuris fulminea
Dasyuris fulminea är en fjärilsart som beskrevs av Alfred Philpott 1915. Dasyuris fulminea ingår i släktet Dasyuris och familjen mätare. Inga underarter finns listade i Catalogue of Life.